# Rokautskyia latifolia
Rokautskyia latifolia é uma espécie de planta do gênero Rokautskyia e da família Bromeliaceae. 

## Taxonomia
A espécie foi descrita em 2017 por Sascha Heller, Georg Zizka e Elton Martinez Carvalho Leme. 
O seguinte sinônimo já foi catalogado:  
- Cryptanthus latifolius  Leme

## Forma de vida
É uma espécie terrícola e herbácea. 

## Descrição
| Caule            | Caule                                         |
| ---------------- | --------------------------------------------- |
| planta           | acaulescente                                  |
| Folha            |                                               |
| folha            | em roseta na base da planta/elíptica          |
| bainha foliar    | 0                                             |
| Inflorescência   |                                               |
| inflorescência   | inserida entre as folha/pseudo escapo ausente |
| bráctea primária | 2 - 6 centímetros compr                       |
| Flor             |                                               |
| flor             | 2 - 2                                         |

## Conservação
A espécie faz parte da Lista Vermelha das espécies ameaçadas do estado do Espírito Santo, no sudeste do Brasil. A lista foi publicada em 13 de junho de 2005 por intermédio do decreto estadual nº 1.499-R. 

## Distribuição
A espécie é encontrada no estado brasileiro de Espírito Santo. 
A espécie é encontrada no domínio fitogeográfico de Mata Atlântica, em regiões com vegetação de floresta ombrófila pluvial.